# Осуждённый
Осуждённый  — лицо, признанное в судебном порядке виновным в совершении преступления (как правило, с назначением соответствующего наказания).

## Осуждённый в законодательстве России

### Определение
То, что лицо может быть признано виновным в совершении преступления и понести за него уголовную ответственность в форме того или иного наказания исключительно по приговору суда — общее место в современном праве. Решение вопроса об уголовной ответственности происходит в форме уголовного процесса, который регулируется уголовно-процессуальным законодательством.
В уголовно-процессуальном законодательстве (часть 2 статьи 47 УПК России) осуждённый определяется как «обвиняемый, в отношении которого вынесен обвинительный приговор». Аналогичное определение даёт, например, и Большая советская энциклопедия.
В некотором противоречии с этим многие юридические словари, ссылаясь на уголовно-исполнительное законодательство, определяют понятие «осуждённый» несколько уже — как лицо, приговор в отношении которого не только вынесен, но и вступил в законную силу. Однако, во-первых, в явном виде такого определения законодательство не содержит. Во-вторых, расхождение с предыдущим определением относится к тем стадиям уголовного процесса (между вынесением приговора и вступлением его в законную силу), которые регулируются уголовно-процессуальным, но никак не уголовно-исполнительным законодательством (поскольку последнее регулирует стадию исполнения наказания, наступающую лишь после вступления приговора в законную силу). Поэтому приоритет следует отдать приведённому выше определению из УПК России. Соответствующее словоупотребление подтверждается также статьями, посвящёнными обжалованию осуждённым приговора, ещё не вступившего в законную силу. В Конституции России — это часть 3 статьи 50, а в УПК России — часть 2 статьи 19, часть 4 статьи 354 и др.

### Права и обязанности осуждённого
В соответствии с законом осуждённые обладают общегражданскими правами и свободами, установленными Конституцией России и другими федеральными законами. Осуждённому гарантируются права и свободы граждан России с изъятиями и ограничениями, установленными уголовным, уголовно-процессуальным, уголовно-исполнительным и иным законодательством России.
Ратификация Россией многих международных правовых актов, а также вступление в Совет Европы обусловили включение в уголовно-исполнительное законодательство России общепризнанных принципов и норм защиты прав человека и обращения с осуждёнными.
Права и обязанности осуждённого определяются исходя из порядка и условий назначенного вида наказания. Например, избирательные права осуждённых к лишению свободы ограничиваются, тогда как осуждённые, отбывающие другие виды наказания — ограничение свободы, исправительные работы и т. п., избирательного права не лишаются. Осуждённые имеют право на получение исчерпывающей информации о своих правах и обязанностях, о порядке и условиях отбывания наказания. Они имеют право на вежливое обращение со стороны персонала, не должны подвергаться жестокому или унижающему человеческое достоинство обращению. Меры принуждения к ним могут применяться не иначе как на основании закона.
Осуждённый имеет право на обжалование приговора в апелляционном или кассационном порядке — до вступления его в законную силу, а после вступления в законную силу — в надзорном порядке. Также осуждённый имеет право просить о помиловании.
Права и обязанности осуждённого регламентированы Уголовно-исполнительным кодексом России.